# Richie Kamuca
Richie Kamuca, de son vrai nom Richard Kamuca, né à Philadelphie le 23 juillet 1930 et mort à Los Angeles le 22 juillet 1977, est un saxophoniste ténor américain de jazz. C'est un représentant du jazz West Coast.

## Discographie partielle

### Comme leader
- 1955 : Al Cohn, Richie Kamuca, Bill Perkins : The Brothers!, RCA Records, LPM-1162
- 1957 : Richie Kamuca Quartet, Mode Records - MOD-LP #102
- 1957 : Jazz Erotica, réédité sous le titre West Coast Jazz in Hi-Fi en 1959 (avec Bill Holman, Conte Candoli and Frank Rosolino.)

### Comme sideman
- 1952 : Stan Kenton : Young Blood
- 1956 : Art Pepper and Chet Baker : The Route
- 1956 : Cy Touff : Cy Touff, His Octet & Quintet, Pacific Jazz Records PJ-1211
- 1957 : Frank Rosolino : Frank Rosolino Quintet Mode Records - MOD-LP #107
- 1957 : Stan Levey : Stan Levey Quintet Mode Records - MOD-LP #101
- 1957 : Stan Levey : Grand Stan, Bethlehem Records BCP-71
- 1959 : Art Pepper : Art Pepper+Eleven : Modern Jazz Classics
- 1959 : Woody Herman : Four Brothers